# Сейлор Мун (аниме)
Сейлор Мун (яп. 美少女戦士セーラームーン бисё:дзё сэнси сэ:ра: му:н, дословный перевод: «Прекрасная девушка-воин Сейлор Мун») — название японской аниме-франшизы, созданной по одноимённой манге Наоко Такэути. Под данной маркой был снят 200-серийный телесериал и выпущено три полнометражных фильма.
Производство аниме «Сейлор Мун» продюсировали компании TV Asahi, Toei Agency и Toei Animation. Показ начался всего лишь через месяц после публикации первого выпуска манги. Аниме состоит из 200 серий, демонстрировавшихся с марта 1992 до февраля 1997 на TV Asahi, тем самым «Сейлор Мун» является одним из длиннейших аниме в жанре махо-сёдзё. Аниме послужило началом вспышки невероятно успешной мерчандайзинговой кампании, состоявшей из более 5000 наименований, чему способствовал спрос по всему миру и осуществлённый перевод на многие другие языки. С тех пор «Сейлор Мун» стала одним из самых известных аниме в мире. В 1993 году аниме-сериал был признан журналом Animage лучшим аниме года.
Сериал состоит из пяти отдельных завершённых историй, около 40 серий каждая, обычно их называют «сезонами». Каждый сезон грубо соотносится с одной из пяти главных сюжетных арок манги: в них совпадает основная сюжетная линия, а большинство персонажей встречается в обоих произведениях. Также существует пять специальных анимационных историй и три полнометражных фильма: Sailor Moon R: The Movie, Sailor Moon S: The Movie и Sailor Moon Supers: The Movie.
В сериале использовалась техника рисованной анимации. Изначально он режиссировался Дзюнъити Сато, затем Кунихико Икухарой и потом Такуей Игараси. Дизайн персонажей был разработан Кадзуко Тадано, Икуко Ито и Кацуми Тамэгаи
Сюжет произведений вращается вокруг реинкарнировавших защитников древнего королевства, когда-то охватывавшего всю солнечную систему. Главные герои, называемые воинами в матросках (яп. セーラー戦士 Сэ:ра: Сэнси, Сейлор-воины), молодые девушки, которые могут превращаться в героинь, названных в честь Луны (англ. Moon) и планет солнечной системы (Сейлор Мун, Сейлор Меркурий, Сейлор Марс и т. д.). Использование слова «Sailor» в их именах объясняется стилем их костюмов, напоминающих популярную в Японии женскую школьную форму — сэра фуку (матроску).

## Описание

### Сезон 1
В первой серии сезона обычная японская школьница Усаги (Банни) Цукино по дороге в школу спасает от издевательства детей чёрную кошку с отметиной в форме полумесяца на лбу. Позже эта кошка приходит к Усаги домой и рассказывает ей, что та не простая школьница, а воин — Сейлор Мун и что она должна найти других воинов и Лунную Принцессу, чтобы победить их врага — Тёмное Королевство. Борьба с демонами оказалась не такой простой, как показалось Усаги на первый взгляд, однако у неё в первых же сериях появляется защитник — незнакомец в тёмном смокинге с плащом, чёрном цилиндре и белой маске, появление которого предвещает красная роза — Такседо Маск.
Усаги удаётся найти ещё трёх воинов в матроске: Сейлор Меркурий, Сейлор Марс, Сейлор Юпитер, но одновременно с этим у Тёмного Королевства тоже появляются новые воины: Нефрит, Зойсайт и Кунсайт (до этого её главным врагом был Джедайт). Нефрит в процессе поиска серебряного кристалла влюбляется в подругу Усаги — Нару и даже собирается перейти на сторону сейлорвоинов, но его убивают демоны Зойсайта.
Вскоре Зойсайт узнаёт, что Мамору скрывается за маской Такседо Маска и ранит его ножом в плечо. Чтобы отобрать Радужные кристаллы у Такседо Маска, он заманивает его в ловушку. Усаги, увидев, что Мамору ранен, следует за ним, но тоже вместе с ним попадает в ловушку Зойсайта. Зойсайт хотел убить обоих, но Усаги раскрывает себя и превращается в Сейлор Мун. Тогда Зойсайт атакует Сейлор Мун, но Мамору, превратившись в Такседо Маска, закрывает её собой. Слеза Усаги пробуждает Серебряный Кристалл, а вместе с ним воспоминания о прошлом и все узнают, что Усаги — это перерождённая принцесса Луны — Серенити, а Мамору — принц Земли — Эндимион. До всех этих событий появляется пятый воин в матроске — Сейлор Венера с верным другом котом Артемисом.
Тем временем в Тёмном Королевстве Королева Берилл решает воскресить королеву Металлию, для чего ей нужен Серебряный Кристалл. В порыве ярости убив Зойсайта, она отправляет Кунсайта за раненым Такседо Маском и когда тот похищает его, превращает Такседо Маска в Тёмного Эндимиона, передав ему часть энергии королеву Металии и отправляет его забрать у Сейлор Мун Серебряный Кристалл.
Усаги пытается заставить Мамору вспомнить о том, кто он. Эндимион не может забрать у Сейлор Мун Серебряный Кристалл, каждый раз находя новые отговорки, тогда Кунсайт берёт дело в свои руки и, заманив сейлор-воинов в Точку Д на Северном полюсе (где как раз и расположена операционная база Тёмного Королевства), убивает их по одному с помощью сестёр-демонесс, но сам до этого гибнет. В конце Усаги остаётся одна, но её любовь к Мамору и желание, чтобы смерть подруг не оказалась напрасной, помогает ей победить Королеву Берилл и уничтожить Тёмное Королевство.
Все воины возрождаются, однако они теряют память и не помнят, кто они и что они были когда-то знакомы.

### Сезон 2
Данный сезон включает в себя две истории: про Дерево Мира Духов (Дерево Тёмного Мира) и про Хрустальный Токио и войну с Немезисом.
Нашему миру снова грозит опасность и опять требуется помощь воинов в матросках. Но после битвы на Северном Полюсе они ничего не помнят и вернулись к обычной жизни, они даже не знают, что когда-то были знакомы. Позже они встречаются и вспоминают о прошлых жизнях. Случается это очень вовремя — на Землю в районе Токио падает метеорит, а вместе с ним новые враги — близнецы Эйл и Анна. У пришельцев есть волшебные карты Таро, с помощью которых они освобождают демонов-кардьянов, а также Древо Тёмного Мира — разумное растение и предок их расы, последними представителями которой Анна и Эйл являются. Под видом брата и сестры, Седжуро и Нацуми Джинго, они проникают в школу Усаги и начинают собирать энергию людей, без которой сами Чужие и Древо погибнут. Мамору теряет память, и теперь борьбу за его любовь начинают Усаги и Анна. Седжуро же влюбляется в Усаги, а в него — Макото. Одновременно с этим на помощь сейлор воинам приходит таинственный Рыцарь Лунного Света, уж очень похожий на Такседо Маска. Против новых врагов у девочек не хватает сил, и тогда они получают новые жезлы и атаки! В итоге поверившие в добро Чужие вместе с ростком очищенного Древа улетают на поиски нового мира, а Мамору вспоминает своё прошлое и возобновляет отношения с Усаги. Однако история не окончена — на Усаги неожиданно сваливается «сестра» — вредная, очень похожая на неё девочка по имени Чибиуса (Малышка). Как выясняется, она является будущей дочерью Усаги и Мамору, отправившейся в прошлое, чтобы найти Серебряный кристалл, утерянный в её времени.
В Хрустальном Токио будущего враги — изгнанный когда-то с Земли на ледяную планету Немезис Клан Тёмной Луны, сообщество революционеров-аристократов, готовы уничтожить их мир. Король Эндимион и Нео-королева Серенити (Усаги и Мамору в будущем) не в силах защитить планету без Серебряного Кристалла, а воины-хранители ещё недолго смогут продержаться, чтобы не дать планете пасть окончательно.
Понимая, что кристалл — ключ к победе, немезийцы тоже совершают путешествие во времени, желая завладеть кристаллом ещё в прошлом.
Чтобы защитить мир от поползновений новых врагов, реальная мать Сейлор Мун из прошлого — королева Серенити, дарует ей новую силу. Первыми охоту за Чибиусой начинают четыре сестры-преследовательницы: Петцайт, Калаверайт, Бертрайт и Кермесайт, а командует ими глава вооружённых сил Немезиса — Красный Рубин (Кримсон Рубиус). Помимо поиска Чибиусы, сёстры занимаются размещением Тёмных Кристаллов, чтобы уничтожить энергетический центр Хрустального Токио. Одна за другой сёстры-преследовательницы переходят на сторону добра и становятся обычными людьми, а Красный Рубин похищает Чибиусу и сейлор воинов на свой НЛО, но те сбегают с его корабля с помощью сейлор-телепортации. На охваченной огнём летающей тарелке появляется ещё один член Клана Тёмной Луны — Зелёная Изумруд (Грин Эсмеруд), которая оставляет погибать своего коллегу в страшных муках, а сама занимает его место.
Изумруд продолжает устанавливать Тёмные Клинья, она, в свою очередь, подчиняется двум принцам Немезиса — Алмазу и Сапфиру, в первого она тайно влюблена.
Алмаз остаётся равнодушен к её чувствам, в его сердце живёт любовь к новой королеве Серенити, которая благополучно уснула по его же вине, защищая Хрустальный Токио. Когда воины отправляются в будущее, чтобы спасти город, Алмаз подмечает удивительное сходство Сейлор Мун с будущей королевой и похищает её. Сейлор Мун не отвечает на его пламенные чувства и сбегает с лёгкой руки любимого Мамору. Понимая, что для Алмаза она только член команды, Изумруд решается на отчаянный шаг — попросить помощи у коварного и таинственного Мудреца, который выполняет роль местного оракула. Он обращает её в страшного змея. Изумруд нападает на воинов, но они побеждают её. В тоске после поражения она погибает. Эта участь постигает и несчастного Сапфира, который узнаёт о планах Мудреца (Призрака Смерти) погубить Землю, и пытается ему помешать. Случайно Мудрецу открывается истинная правда о силе Чибиусы. Играя на её чувствах, он заманивает её к себе и обращает в Тёмную Леди. При этом из маленького ребёнка она превращается в юную девушку. Воины пытаются вернуть её, но терпят неудачу. С её помощью Мудрец открывает Тёмные врата, которые должны погубить Землю. Тем временем Алмаз предпринимает ещё одну попытку добиться любви Сейлор Мун. Она оборачивается для него трагически. Защищая её, он погибает. Сейлор Мун и Мамору удаётся вернуть Чибиусу. Чувствуя свою вину за произошедшее в прошлом (она явилась прямой виновницей исчезновения Серебряного Кристалла) Чибиуса помогает Сейлор Мун расправиться с Призраком Смерти (Мудрецом) и спасти мир от гибели.

### Сезон 3
У девочек появляются новые враги — таинственный профессор (впоследствии выяснилось, что это известный учёный Соичи Томоэ) и его подручные, Каоринайт и компания «Ведьмы Пять», которые собирают чистые сердца для возрождения Мессии Безмолвия (в русском варианте — «Мессия Тьмы»), которой должна стать маленькая девочка Хотару Томоэ, подружка Чибиусы. Чибиуса же вернулась в прошлое, где стала Сейлор Чиби Мун. Кроме неё, девочкам стали помогать также Сейлор Уран и Сейлор Нептун, которые заняты только поиском сердец и мессии. Также появляется Сейлор Плутон и, соединив их талисманы, появляется чаша «Святой Грааль», которая превращает Усаги в Супер Сейлор Мун. Но ещё до этого появляется другой новый жезл Усаги, который родился от её с Мамору любви. По сути, атака Супер Сейлор Мун — это усовершенствованный «жезл любви».
Во время сражений с демонами у Хотару тоже просыпается странная, неуправляемая сила. Сначала воины этого не замечают, потом беспокоятся, потом запрещают маленькой леди дружить с Хотару. Но Чибиуса не слушается их, и в итоге её чистое сердце скармливают Хотару, которая превращается в Мессию Безмолвия. Усаги пытается исцелить Хотару, но вместо этого получается, что Святой Грааль вызывает Фараона 90 и исчезает. Но любовь отца (злой профессор) возвращает Хотару память, и более того — превращают её в Светлую Сейлор Сатурн, последнего воина Солнечной Системы. Усаги и Сатурн отправляются на сражение и побеждают — правда, Хотару стала очень маленькой, о ней заботится подобревший отец, а в начале пятого сезона её берут на воспитание Уран, Нептун и Плутон.

### Сезон 4
Чибиусе снится сон, где она общается со странным белоснежным крылатым конём, который представляется Пегасом. А на Землю под прикрытием солнечного затмения прибывает Цирк Мёртвой Луны под командованием Цирконии, которая отправляет своих слуг на поиски Пегаса, на защиту которого встают Усаги и все воины. Пусть враги сильны, но Пегас даёт Усаги новую силу — правда, и превращаться, и атаковать она может только вместе с Чибиусой. Однако, единственная, кто главнее Цирконии — это некая Нехеления, лелеющая быть всё время молодой. Ко всему прочему, Пегас оказывается не просто лошадью, а Гелиосом, хранителем волшебного Мира Мечты, Иллюзиона. Ради исполнения своей мечты Нехеления похищает у Чибиусы её мечту и даже бросает её в пропасть. Но Гелиос, а потом и Усаги спасают Маленькую Леди. В результате Нехеления удалилась, цирк исчез, а Супер Сейлор Мун и Супер Сейлор Чиби Мун получают новое дополнение к своему превращению — крылья ангела.

### Сезон 5
Пятый сезон встречает нас радикально переработанной заставкой с совершенно иной музыкой.
В начале сезона выясняется, что предыдущие враги не погибли полностью и необходимо закончить начатое. Но сезон начинается не этим: вскоре на планету прибывает трое Сейлор-воинов из другой системы. Они ищут свою принцессу, бежавшую из их родного мира, захваченного Галаксией, разыскивающей звёздные семена и новой целью выбравшей Землю и её защитников. Нехеления уцелела и решила взять реванш за первую попытку. Совместными усилиями при помощи вернувшихся Урана, Нептуна и Плутона, а также Хотару, им удалось обратить Нехелению к свету.
Но на этом приключения не заканчиваются. Вновь выросшая Хотару, а точнее Сейлор Сатурн, собирает всех воинов системы для ритуала, где они скидываются силами и Усаги становится «Вечной Сейлор Мун», получая совершенно новый костюм (трёхслойная юбка, новые сапоги, новая матроска и белоснежные парные крылья за спиной) и новый жезл. Мамору собирается на учёбу в Америку, Усаги провожает его в аэропорт, где он делает ей предложение руки и сердца, на которое она отвечает согласием. Самолёт поднимается в небо, но Мамору не добирается до пункта назначения… Впервые появляется Звёздная Галаксия и пытается отобрать у Мамору звёздное семя хранителя Земли… Он не знает кто она и на что способна, поэтому вступает в бой, но она опережает его и забирает звёздное семя. Умирая, Мамору говорит торжествующей Галаксии, что на этой планете он не один и что воины в матросках сорвут её преступные планы и поставят на место…
В это же время появляются новые герои — три сейлор-воина из другой Солнечной Системы (Сейлор Звёздный Воитель, Сейлор Звёздный Целитель и Сейлор Звёздный Творец), которые прячутся под видом трёх парней из школы Усаги и являются по совместительству звёздами шоу-бизнеса, а также маленькая новая Воительница Чиби-Чиби. Но с новыми друзьями появляются и новые враги — Сейлор Галаксия, которая отбирает у воинов-сейлоров их звёздные семена, а также её верные слуги. Против врагов у девочек не хватает сил сражаться, но Чиби-Чиби, а потом и все воины ещё раз улучшают трансформацию Усаги. Этими силами Усаги побеждает четырёх слуг Галаксии, а впоследствии и изгоняет Хаос из Галаксии. Усаги плачет от одиночества, но к её счастью, её подруги-воины, лишившиеся звёздных семян, защищая принцессу, возрождаются. Появляется Мамору в форме принца Эндимиона, с Чиби-Чиби на руках, и говорит, что эта малышка привела его обратно, Усаги со слезами на глазах кидается к нему в объятия и все счастливы. Звёздные Сейлорвоины вместе с вернувшейся принцессой возвращаются в свой родной мир, чтобы восстановить всё, что было разрушено Галаксией. Сериал заканчивается монологом Усаги о себе и Сейлор Мун, и поцелуем любви на фоне полной луны.

## Спецвыпуски

### Sailor Moon R Special
Make-Up! Sailor Senshi демонстрировался в кинотеатрах в пакете с полнометражным фильмом Bishoujo Senshi Sailor Moon R Movie.

### Sailor Moon SuperS Special
Sailor Moon SuperS Special — спецвыпуск к четвёртому сезону сериала, который был показан между 33 и 34 эпизодами. Длина спецвыпуска составляет 45 минут, и он включает в себя три новеллы. Первая новелла рассказывает о жизни Усаги на протяжении первых трёх сезонов и включает в себя флешбэки в предыдущие серии сериала, где рассказывается о борьбе сэйлор-воинов против Тёмного Королевства, Династии Тёмной Луны и Апостолов Смерти. Вторая новелла рассказывает о том, что же случилось с Харукой и Мичиру во время четвёртого сезона, когда они отсутствовали на протяжении всех серий этого сезона. В этой новелле Харука и Мичиру встречаются со странным чревовещателем и его говорящей куклой, которые явно планируют какой-то тёмный замысел. Третья новелла является экранизацией одного из специальных комиксов манги и повествует нам о том, как в класс Чибиусы приходит странная новенькая ученица Ририка, оказывающаяся самым настоящим вампиром. Спецвыпуск, в отличие от мувиков, получился очень удачным и действие в нём развивается достаточно динамично. Но в визуальном плане специальный выпуск значительно отстаёт от сериала.

### Ami-chan no Hatsukoi
Этот спецвыпуск дословно можно перевести, как «Первая любовь Ами». Этот небольшой короткометражный эпизод рассказывает о таинственном сопернике Ами Мицуно, который обгоняет её на всех экзаменах. Этот ученик скрывается под псевдонимом Меркуриус. Пока Ами пытается разобраться кто этот ученик, на её школу вновь нападает демон…
Спецвыпуск длится всего 15 минут и он был выпущен в качестве бонуса к VHS-изданию четвёртого сезона. Позже, когда компания занялась переизданием сезона на DVD, спецвыпуск также был добавлен.

## Полнометражные фильмы
После большого успеха «Сейлор Мун» во всём мире компания Toei Animation решила создать полнометражные фильмы на его основе. Полнометражные дополнения были сделаны ко второму, третьему и четвёртому сезону. Их названия соответственно Sailor Moon R Movie, Sailor Moon S Movie и Sailor Moon SuperS Movie. Также для их обозначения используются альтернативные названия: «Опасные цветы», «Снежная принцесса Кагуя» и «Чёрная дыра снов», но на самом деле они не являются официальными. В графическом плане все три полнометражных фильма отличаются от сериала из-за использования при их создании компьютерной графики. К пятому сезону полнометражный фильм не выпускался, авторы мотивировали это тем, что не хотят портить впечатления от последней серии аниме.

### Sailor Moon R Movie
Полнометражный фильм Sailor Moon R Movie был сделан на основе второго сезона сериала «Сейлор Мун». В нём рассказывается о таинственном пришельце с отдалённой планеты по имени Фиоре. Когда Фиоре был маленьким мальчиком, он лишился родителей. В больнице он познакомился с Мамору, который оказался в точно таком же положении. Фиоре и Мамору стали друзьями, но однажды Фиоре сообщил, что ему пора улетать на свою планету. На прощание Мамору подарил Фиоре красную розу, и они простились на долгие годы. В наши дни Фиоре возвращается на Землю и похищает Мамору, уже ставшего взрослым. Усаги в отчаянии. Вместе со своими подругами они отправляются на цветочную планету в поисках похищенного Мамору, где Фиоре едва не убивает Сейлор Мун. Впоследствии воинам пришлось спасать планету от падающего на неё метеорита. Усаги умирает, но Мамору удается спасти её благодаря цветам Фиоре.

### Sailor Moon S Movie
Полнометражный фильм Sailor Moon S Movie был сделан на основе третьего сезона сериала «Сейлор Мун». Рождество, повсюду снег, Усаги и её подруги с трепетом ожидают Рождества. Но неожиданно говорящая кошка Луна без вести пропадает. Артемис начинает беспокоиться и уговаривает девочек найти её. А Луна тем временем находит приют у очень симпатичного астронавта, в которого она влюбляется. Но поскольку Луна кошка, она никогда не сможет быть с ним вместе. Астронавт мечтает увидеть Землю из космоса, но не может. Тем временем на планету нападает таинственная Ледяная Королева, которая мечтает заморозить Землю и добавить её в свою коллекцию. Усаги, Ами, Рей, Макото и Минако решают противостоять ей и не дать ей превратить нашу планету в ледовую пустыню.
С помощью Серебряного кристалла Усаги удаётся победить Королеву, и после битвы Усаги просит у Серебряного кристалла, чтобы он превратил Луну в человека, хоть на час. Луна становится человеком и представляется Снежной принцессой Кагуйей. Они путешествуют в космос. В конце Луна возвращается к Артемису.

### Sailor Moon SuperS Movie
Последний полнометражный фильм Sailor Moon SuperS Movie был сделан на основе четвёртого сезона сериала «Сейлор Мун». Как и сам сезон, полнометражный мультфильм посвящён Чибиусе. Однажды она знакомится с симпатичным эльфом по имени Перуру и естественно влюбляется в него. Но есть одна проблема — Перуру вынужден подчиняться злобной королеве, которая похищает маленьких детей посредством гипноза.

## Музыка
Таканори Арисава написал партитуру к сериалу. В 1993 году он получил главный приз «Золотой диск» от Columbia Records за работу над саундтреком к первому сезону. В 1998, 2000 и 2001 годах Арисава трижды подряд выигрывал международные премии JASRAC за самые высокие международные гонорары, во многом благодаря популярности его музыки в других странах.

### Главная тема
В большей части сериала в качестве начальной композиции серий выступает мелодия «Moonlight Densetsu» (яп. ムーンライト伝説 Му:нрайто Дэнсэцу, букв. «Легенда лунного света»), музыку к которой создал Тэцуя Коморо, а слова написала Канако Ода (основой мелодии послужила выпущенная в 1965 году певицей Тиэко Байсё песня «Sayonara wa Dansu no Ato ni» (яп. さよならはダンスの後に Саё:нара ва Дансу но Ато ни, букв. «До свидания в конце танца»)). Она стала одной из популярнейших песен серии. «Moonlight Densetsu» была исполнена DALI для использования в начале серий первого и второго сезонов аниме-сериала, а затем Moon Lips для третьего и четвёртого. В последнем сезоне, Sailor Stars, использовалась другая композиция — «Sailor Star Song», написанная Сёки Араки со словами Наоко Такэути и исполненная Каэ Ханадзавой. Последним появлением «Moonlight Densetsu» стал конец самой последней 200-й серии сериала. «Moonlight Densetsu» много раз переисполнялась и меняла аранжировку, исполняемая разными артистами, например панковой супергруппой Osaka Popstar. Английскую версию «Moonlight Densetsu» записал дуэт Николь и Бриэнн Прайс. При трансляции четвёртого сезона на российском ТВ в качестве главной темы использовалась написанная в стиле хэппи-хардкор немецкая «Sag Das Zauberwort» в исполнении «Anime Allstars».

### Финальные титры
В финальных титрах телесериала звучали композиции, быстро ставшие популярными и позже изданные синглами и на альбомах-саундтреках:
- В первом сезоне использованы песни «Heart Moving» в исполнении Мисаэ Такаматсу (1-26 серии; в российском эфире звучала только инструментальная версия) и «Princess Moon» в исполнении Юсио Хасимото и хора Apple Pie (27-46 серии);
- «Otome No Policy» записала Ёко Исида для второго сезона (47-89 серии) и первых эпизодов третьего (90-91);
- «Tuxedo Mirage» группы Peach Hips появляется в большинстве эпизодов (92-127 серии) третьего сезона (в русской версии — начиная со 111 серии — звучала инструментальная версия и вариант со словами);
- Для четвёртого сезона (128—140 серии) была использована «Watashi-tachi Ni Naritakute» (как и в случае с открывающими титрами, в российский эфир вышла кавер-версия на немецком языке);
- «Kaze Mo Sora Mo Kitto» спела Алиса Мидзуки — песня закрывала эпизоды пятого сезона, использованы две аранжировки.

## Цензура
В некоторых странах аниме-сериал подвергся жёсткой цензуре. Из-за антияпонских настроений японская продукция многие годы была запрещена в Корее, и продюсер корейской телестанции «даже не пытался закупить» «Сейлор Мун», так как думал, что она не пройдёт законы о цензуре, но в мае 1997 года сериал демонстрировался на национальном вещании без всяких изменений и был «невероятно» популярен.

### Показ в США
Сезоны 1-2
Английская адаптация аниме была сделана в качестве попытки извлечь из него такую же выгоду, как из игрового сериала «Могучие рейнджеры», который являлся переделкой японского Супер Сентая Kyōryū Sentai Zyuranger. Адаптация «Сейлор Мун» была выполнена тогдашним подразделением «The Walt Disney Company» «DiC Entertainment», который закупил права на первые 72 эпизода (весь первый сезон и половина второго). Из этих 72 были выкинуты 6 эпизодов, которые посчитали или скучными, или не соответствующими для целевой аудитории, и в итоге из 72 было оставлено 65. Оставшиеся до конца второго сезона 17 эпизодов были показаны только в 1997 году.
Как это было тогда со многой японской анимацией, попавшей в американский прокат, аниме было полностью переозвучено с заменой имён всех персонажей на англоязычные (Усаги, например, стала называться Серена, а Мамору — Дэриан) и всей музыкальной дорожки (вместо инструментальной музыки звучала электронная). Весь видеоряд в эпизодах подвергся жёсткому урезанию, начиная от перерисовки всех кадров, где был показан даже только небольшой намёк на интимные места (включая заставки перевоплощений, где проявления лобковых областей были замазаны цифровым способом), переходя к удалению всех кадров, где были показаны какое-либо насилие и сильные психологические эмоции, и заканчивая другим переводом многих реплик. В результате финал первого сезона, который в оригинале был дилогией, в английской адаптации свёлся к одной серии, по которой выходило, что никто из воинов не погибал и при этом они не были подвергнуты забвению.
Премьера английской адаптации состоялась 28 августа 1995 в Канаде, а спустя две недели — в США. Несмотря на высокую популярность серии среди западной аудитории, дубляж сериала получил низкие рейтинги в США и не показал хороших продаж на DVD в Великобритании. Энн Эллисон приписывает недостаток популярности в США в основном слабому маркетингу (в США сериал демонстрировался во время, неподходящее основной аудитории — по будням в 9:00 и 14:00). Администрация, связанная с «Сейлор Мун», полагает, что плохая локализация тоже сыграла свою роль. Хелен Маккарти и Джонатан Клементс пошли дальше, называя дубляж «безразличным» и полагая, что сериал был специально помещён в «мёртвое» время из-за местных интересов. Британский дистрибьютор, MVM Films, объясняет плохие продажи в Великобритании выпуском только дубляжа, и отказом крупных розничных торговцев поддержать выпуск DVD. Тем не менее американская адаптация демонстрировалась во всех англоязычных странах и в некоторых англоговорящих странах перевод сериал делался именно с американской версии.
Сезоны 3-4
Показом 3-го и 4-го сезонов занимались компании «Cloverway In» (международный дистрибьютор «Toei Animation») и «Optimum Productions». В отличие от «DiC Entertainment» они только сохранили англоязычные имена персонажей, но оставили все оригинальные музыкальные дорожки и сюжетные линии на свой лад не переделывали. Аниме «Сейлор Мун» стало одним из первых рассчитанных на подростковую аудиторию аниме, в котором были показаны намёки на гомосексуальные отношения между персонажами (до этого Яой и Юри использовался лишь в манге и в аниме с высоким возрастным рейтингом). Английская цензура не могла на такое закрыть глаза и поэтому некоторые персонажи, которые в оригинале были одного пола, при дубляже получали другой (то есть персонаж, который в оригинале был мужчиной, и потому озвучивался мужчиной, в английской адаптации переозвучивался женщиной, и получал соответственно женский пол). Например, Зойсайт, который в оригинале озвучивался мужчиной, в американской, немецкой, французской, испанской и итальянской версиях стал женщиной, что объясняет его отношения с Кунсайтом (Мелекайтом), Рыбий глаз — тоже стал женщиной из-за своего поведения и флиртом с парнями, а старуха Циркония превратилась в старика Циркония, так как английская адаптация посчитала их отношения с королевой Нехеленией очень романтичными. Самой большой цензуре подверглись Мичиру (Нептун) и Харука (Уран), у которых в оригинале хотя и не говорилось напрямую, но чётко намекало на их лесбийские отношения. В английской и итальянской адаптациях их сделали двоюродными сёстрами, чтобы объяснить их привязанность друг к другу и вырезали половину сцен, где они флиртуют, однако в итоге всё стало ещё только хуже: половиной зрительской аудитории их отношения ошибочно были рассмотрены не только, как лесбийские, но и как кровосмесительные.
Отцензуренная версия аниме демонстрировалась в США по телеканалу Cartoon Network, но довольно быстро показ был прекращён. Из-за наличия больных или противоречивых тем группа католических родителей оказала давление на снятие бесцензурной версии с рынка, что частично им удалось — но только после того, как весь сериал был полностью показан вместе с несколькими полнометражными фильмами. В целом из 200 эпизодов англоязычные зрители увидели лишь 159. Последний пятый сезон никогда не закупался и поэтому не переводился.

### Показ в России
В отличие от большинства стран, в России сериал шёл по телевизионным каналам без какой-либо цензурной коррекции видеоряда и замены музыкальной дорожки, за исключением опенингов сюжетной арки «Sailor Stars», где мелодия заставки заменена на оригинальный «Moonlight Densetsu».

## Отмененная американская адаптация
В 1993 году студия Toon Makers по заказу компании Bandai America планировала снять адаптацию аниме «Сейлор Мун» для американского зрителя. Американская версия должна была представлять собой совмещение съемок с живыми актерами и традиционную анимацию. Авторы провели кастинг для киноэпизодов, разработали анимационный дизайн персонажей и сняли пилотную серию. Также вместе с пилотной серией была снята двухминутная заставка где можно было увидеть актерский состав, анимацию и прослушать новую музыкальную тему. Показ сериала должен был начаться с 18 июня 1994 года на канале Fox, но он так и не состоялся и зритель в тот день увидел оригинальное аниме в дубляже. Дальнейших анонсов трансляций не объявлялось.
Долгое время считалось что пилотный эпизод американской адаптации безвозвратно утерян, но в 2022 году его обнаружила блогер Рэй Мона и выложила на своем Youtube-канале вместе с двухсерийным документальным фильмом о создании сериала. Длительность пилотного эпизода составила 10 минут.
Большинство современных журналистов похвалили блогера за кропотливо проделанную работу, но негативно отозвались об увиденной пилотной серии. Критиковалась неудачное сочетание анимации и живых актеров, общая «вестернизация» которая лишает оригинал аниме-колорита и странные изменения главных героев (например Сейлор Меркурий в американской адаптации стала инвалидом-колясочником).
Примечательно, что широкой публике в 1995 году на Anime Expo была показана та самая двухминутная заставка из американской адаптации, но присутствовавшие посетители выставки встретили ее без особо интереса, так как во время демонстрации отчетливо слышен закадровый смех.